# Аранді
А́ранді (ест. Arandi küla) — село в Естонії, у волості Ляене-Сааре повіту Сааремаа.

## Населення
Чисельність населення на 31 грудня 2011 року становила 88 осіб.

## Географія
Село розташоване поблизу перехрестя автошляхів 78 (Курессааре — Кігелконна — Веере) та 112 (Кяесла — Карала — Лоона).

## Історія
До 12 грудня 2014 року село входило до складу волості Кярла.